# Bramall Lane
Bramall Lane er et fodboldstadion i Sheffield i England, der er hjemmebane for Championship-klubben Sheffield United. Stadionet har plads til 32.050 tilskuere. 
Indviet 30. april 1855, er Bramall Lane verdens ældste, fortsat benyttede fodboldstadion. Dog har stadionet gennemgået mange ombygninger for at opnå sin nuværende kapacitet.